# Zoe Lister-Jones

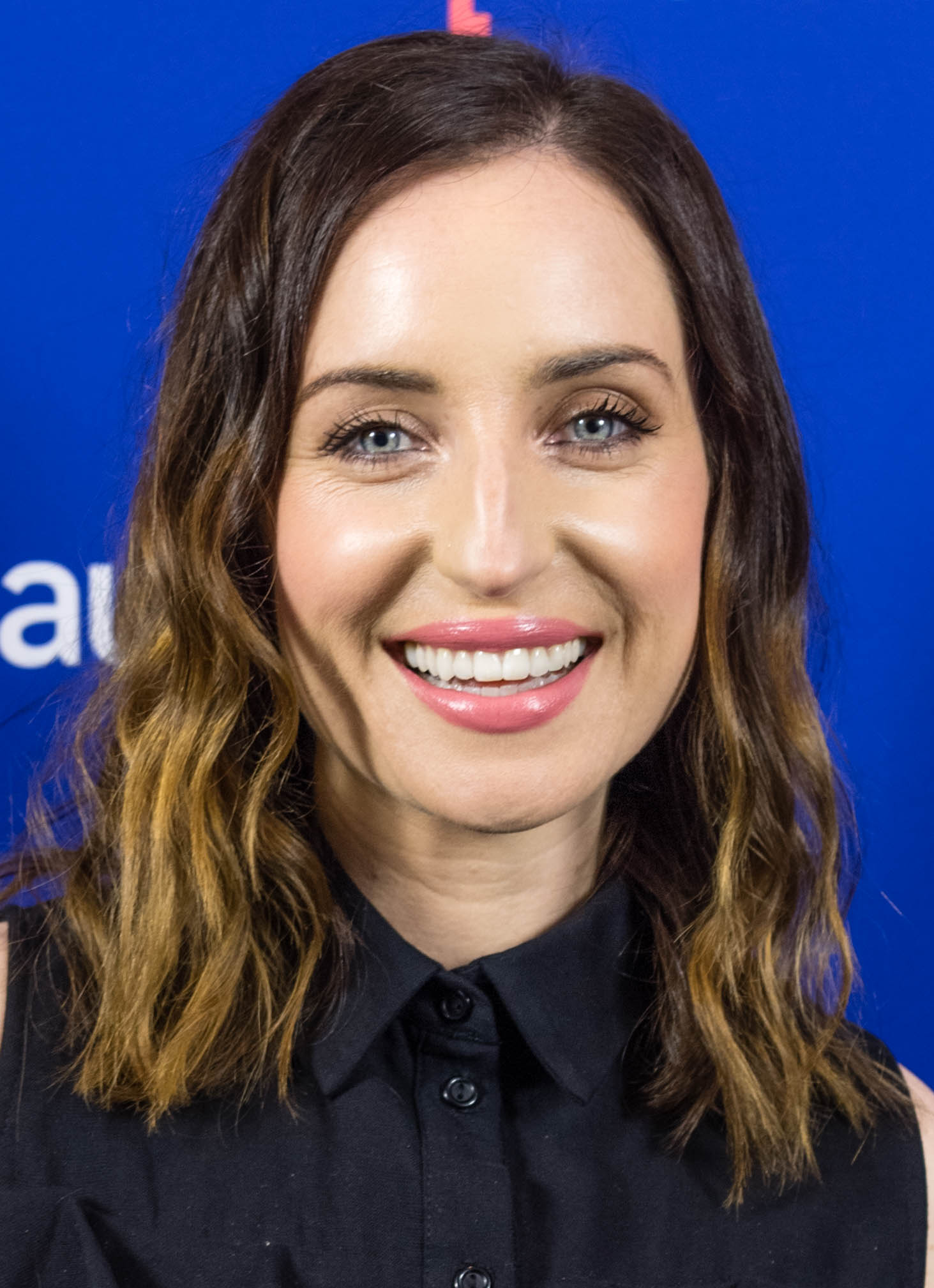
Zoe Lister-Jones (2017)

Zoe Lister-Jones (* 1. September 1982 in Brooklyn, New York City) ist eine US-amerikanische Schauspielerin, Drehbuchautorin und Regisseurin.

## Leben und Leistungen
Zoe Lister-Jones wuchs als einziges Kind der Videokünstlerin Ardele Lister und des Kunstfotografen Bill Jones auf. Als vierjähriges Kind wurde sie von Ardele Lister im Video Zoe’s Car aufgenommen, welches als Kunstwerk öffentlich vorgeführt wurde. Als Schauspielerin wurde sie an der Tisch School of the Arts der New York University und an der Atlantic Theatre Company Acting School ausgebildet. Im Jahr 2004 war sie genauso in einer größeren Rolle in der Komödie Nausea II, wie auch in der Show Codependence is a Four Letter Word zu sehen. Nach einigen Gastrollen in Fernsehserien sowie Auftritten in Kurzfilmen übernahm sie eine der Hauptrollen in der mit mehreren Preisen des Brooklyn International Film Festivals ausgezeichneten Komödie Arranged (2007).
Im Filmdrama Turn the River (2007) spielte Lister-Jones an der Seite von Famke Janssen. Die Komödie The Marconi Bros. mit Lister-Jones in einer der größeren Rollen wurde 2008 veröffentlicht.
Ihre erste Hauptrolle in einer Fernsehserie hatte Lister-Jones von 2009 bis 2010 in der Serie Delocated. Ihre nächste Hauptrolle hatte sie von 2011 bis 2013 neben Whitney Cummings in der NBC-Sitcom Alex und Whitney – Sex ohne Ehe. Es folgten 2014 eine Hauptrolle in Friends with Better Lives sowie 2015 eine wiederkehrende Rolle in New Girl. Von 2015 bis 2019 war sie in der Comedyserie Life in Pieces als Jen Short zu sehen.
Seit 2009 ist Lister-Jones auch als Drehbuchautorin und Produzentin aktiv. 2017 gab sie mit Band Aid ihr Regiedebüt. 2020 folgte mit Blumhouse's Der Hexenclub eine Fortsetzung zu Der Hexenclub (1996).
Zoe Lister-Jones ist mit dem Filmemacher Daryl Wein verheiratet, mit dem sie seit 2004 liiert ist.

## Filmografie (Auswahl)
- 2004: Nausea II
- 2005: Law & Order: Trial by Jury (Fernsehserie, Folge 1x06)
- 2005: Anna on the Neck (Kurzfilm)
- 2005: Criminal Intent – Verbrechen im Visier (Law & Order: Criminal Intent, Fernsehserie, Folge 5x02)
- 2006: New Boobs (Kurzfilm)
- 2006: Kidnapped – 13 Tage Hoffnung (Kidnapped, Fernsehserie, Folge 1x03)
- 2006: Law & Order (Fernsehserie, Folge 17x05)
- 2007: Arranged
- 2007: The Last 15 (Kurzfilm)
- 2007: Turn the River
- 2007: Five Difficult Situations (Kurzfilm)
- 2008: The Marconi Bros.
- 2008: Law & Order: Special Victims Unit (Fernsehserie, Folge 9x13)
- 2009: State of Play – Stand der Dinge
- 2009: Bored to Death (Fernsehserie, Folge 1x04)
- 2009–2010: Delocated (Fernsehserie, 15 Folgen)
- 2010: Die etwas anderen Cops (The Other Guys)
- 2010: Good Wife (The Good Wife, Fernsehserie, Folge 1x13)
- 2010: All Beauty Must Die (All Good Things)
- 2011–2013: Alex und Whitney – Sex ohne Ehe (Whitney, Fernsehserie, 38 Folgen)
- 2012: Lola gegen den Rest der Welt (Lola versus)
- 2014: Friends with Better Lives (Fernsehserie, 13 Folgen)
- 2015: New Girl (Fernsehserie, 5 Folgen)
- 2015–2019: Life in Pieces (Fernsehserie, 79 Folgen)
- 2017: Band Aid (auch Regie)
- 2020: Blumhouse’s Der Hexenclub (The Craft: Legacy, Regie und Drehbuch)
- 2021: How It Ends (auch Regie und Drehbuch)
- 2023: A Good Person
- 2023: Beau Is Afraid
- 2023: Slip (Fernsehserie, 7 Folgen)
- 2024: Pavements